# شارة الرياضة لكتيبة العاصفة
 كانت شارة الرياضة لكتيبة العاصفة عبارة عن زخرفة لألمانيا النازية التي صدرت بين عامي 1933 و1945. وكانت نسخة سياسية من شارة الرياضة الألمانية العامة، والتي صدرت أيضًا بأعداد كبيرة من قبل النازيين.  في وسطها كان هناك سيف عريض روماني يبلغ ارتفاعه 57 مم، يتم تثبيته فوق الصليب المعقوف النازي. كانت محاطة بأكليل من أوراق البلوط. كانت شارة الدبوس. كان هناك نسخة من القماش، كذلك. 
تم إنشاء شارة الرياضة في 28 نوفمبر 1933 من قبل رئيس كتيبة العاصفة آنذاك إرنست روم.  تم إصدارها في الأصل فقط من البرونز خلال عام 1935. في 15 فبراير 1935، أصدر هتلر قرارًا بالاعتراف رسمياً بالشارة. تم إصداره بعد ذلك في ثلاث درجات (البرونز والفضة والذهب). لم تعد شارة اللياقة البدنية تُمنح فقط لأعضاء كتيبة العاصفة، ولكن لشباب جميع المنظمات العسكرية وشبه العسكرية الألمانية.  الأصل تم منح درجة الشارة على درجات «الكفاءة». ثم في عام 1936، تم تأسيس نظام النقاط. في عام 1937، تمت ترقية متطلبات حامل الجائزة. كان على كل مستلم اجتياز اختبار الكفاءة السنوي للاحتفاظ بالشارة. 
في 19 يناير 1939، قام هتلر بتغيير اسم الشارة من SA- Sportabzeichen (SA Sports Badge) إلى SA- Wehrabzeichen (SA-Defense Badge).  تحدى هتلر جميع الأولاد ذوي القدرة الجسدية الذين يبلغون من العمر 16 عامًا وما فوق للتنافس على الجائزة. كما تم تشجيع كبار رجال الجيش على الحصول عليها. كانت الشارة واحدة من الأوسمة السياسية القليلة التي سمح للقوات المسلحة بوضعها بحرية على الزي العسكري.  بحلول ديسمبر 1936، تم منح مليون شخص. ثم بحلول نهاية عام 1943، تم منح أكثر من 2.5 مليون. 

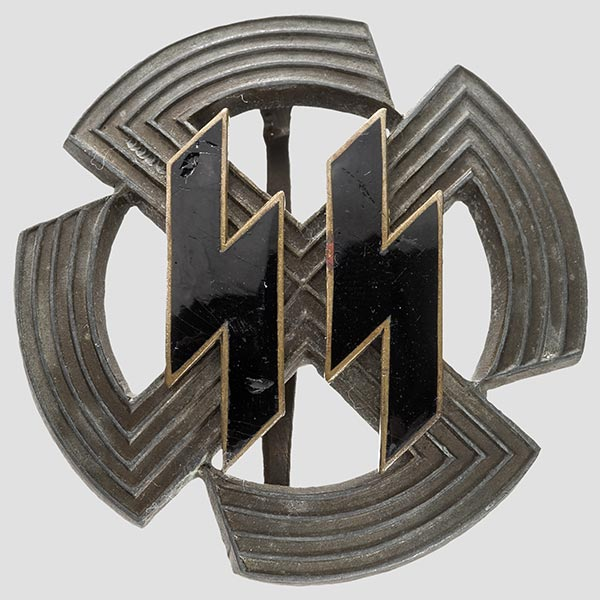
الرونية الجرمانية الرونية

تم تقسيم برنامج اللياقة البدنية إلى ثلاثة أقسام، الجمباز، والرياضة الدفاعية والخدمات الزراعية. كانت الشارة تلبس على الثدي الأيسر، تحت الصليب الحديدي. 
بحلول عام 1943، تم إنشاء شارة رياضية مماثلة لغير الألمان الذين كانوا جزءًا من جيرمانك-إس إس وفافن إس إس. تُعرف هذه الجائزة المعروفة باسم «رونق الكفاءة الجرمانية»، بأنها منحت على درجتين (برونزية وفضية) مع اختبارات جسدية مماثلة كتلك المطلوبة لشهادة SA Sports. 